# Перевертайло, Евгений Николаевич
Евге́ний Никола́евич Переверта́йло (род. 23 июня 1955, Новоселицкое, Ставропольский край, СССР) — советский и российский футболист, полузащитник; тренер.

## Биография

### Карьера игрока
Играл за команды «Пединститут», «Красный металлист», «Динамо» (все — Ставрополь). В 1975 году был в составе (заявке) ставропольского «Динамо» во Второй лиге, в следующем году перешёл в «Спартак» Орёл. После учёбы в ставропольском пединституте проходил службу в ГСВГ. В дальнейшем играл за «Машук» Пятигорск, «Нарт» Черкесск, «Торпедо» Запорожье, «Транспорт» Хрудим (Чехия), периодически совмещая тренерскую деятельность с карьерой игрока (являясь играющим тренером). Участвовал в создании команды «Сигнал» Изобильный, в 1988 году выиграл с ней Первенство КФК (зональный и финальный турниры), в 1989—1990 годах играл за команду из Изобильного во Второй и Второй низшей лиге. Потом играл за «Шерстяник» Невинномысск, «Искру» Новоалександровск, выиграл с «Искрой» первенство края. В 1996 году вернулся в Изобильный, в 1996 году вместе с «Сигналом» занял 2-е место в зональном турнире первенства КФК и победил в финале.

### Тренерская карьера
В 1999 году входил в тренерский состав «Сигнала», участвовавшего в Первенстве КФК (1-е место в зональном турнире и 3-е — на финальных соревнованиях в Пскове). С 2000 по 2003 год Перевертайло являлся играющим тренером клуба «Спартак-Кавказтрансгаз» Изобильный, ставшего выступать во Втором дивизионе. С 2004 года сосредоточился на тренерской работе. С января по июнь 2005 года возглавлял ростовский СКА, в 2006—2007 годах тренировал женскую команду ростовского СКА, после чего перешёл на работу в астраханский «Судостроитель». В 2009 году Перевертайло непродолжительное время возглавлял «Машук-КМВ», с июня 2009 года в течение двух лет входил в тренерский штаб клуба Первого дивизиона/ФНЛ «Нижнего Новгорода». В июле 2011 года Перевертайло возглавил «Балтику». В сезоне 2012/13 «Балтика» заняла пятое место, а Перевертайло был признан лучшим тренером сезона. К кандидатуре Перевертайло, как потенциального главного тренера, неоднократно обращались клубы Премьер-лиги, в частности, летом 2013 года самарские «Крылья Советов» вели предметные переговоры с Перевертайло, появлялись новости об уже якобы состоявшемся назначении, но контракт так и не был подписан. В конце сезона 2013/14 в ряде СМИ появилась информации о скором назначении Перевертайло главным тренером пермского «Амкара», но слухи не подтвердились, и он продолжил работу в «Балтике». 15 декабря 2014 года Совет директоров «Балтики» принял отставку Перевертайло, а на следующий день он подписал контракт в качестве старшего тренера с клубом ФНЛ «Тосно». 28 февраля после отставки Александра Григоряна стал исполняющим обязанности главного тренера клуба, а 26 марта стал главным тренером, подписав соглашение сроком до 10 июня 2016 года. 31 июля 2015, после четырёх туров первенства ФНЛ, в которых клуб дважды выиграл и дважды проиграл, было объявлено о расторжении трудового договора с Перевертайло по обоюдному согласию. Сам тренер заявил, что ему не хватило времени и доверия. С 21 октября 2015 года главный тренер клуба «Уфа». 18 мая 2016 года подал в отставку и был снят с должности главного тренера из-за неудовлетворительных результатов. Летом 2016 года возглавил новосибирскую «Сибирь». 9 октября 2016 года был отправлен в отставку. Весной 2017 года заключил контракт с латвийским клубом «Рига». Контракт был заключён до конца сезона. 29 апреля сотрудничество было прекращено. В июне 2018 года стал главным тренером «Динамо» Ставрополь. В сентябре подал в отставку в связи с плохими результатами команды. В марте 2019 года вошёл в тренерский штаб клуба «Уфа». В апреле назначен на должность старшего тренера школы ФК «Уфа». С 2021 года тренирует команду ФК «Муром» (Владимирская область).

## Достижения
- Лучший тренер ФНЛ в сезоне 2012/13
- Бронзовый призёр Кубка ФНЛ в 2013 году

## Статистика в качестве главного тренера
| Клуб                   | Начало работы   | Окончание работы | Результаты | Результаты | Результаты | Результаты | Результаты | Результаты | Результаты |
| Клуб                   | Начало работы   | Окончание работы | И          | В          | Н          | П          | З-П        | В %        | П %        |
| ---------------------- | --------------- | ---------------- | ---------- | ---------- | ---------- | ---------- | ---------- | ---------- | ---------- |
| Спартак-Кавказтрансгаз | 1996 (2000*)    | 2004             | 68*        | 23         | 10         | 35         | 70-99      | 33,82      | 51,47      |
| СКА (Ростов-на-Дону)   | январь 2005     | июнь 2005        | 9          | 0          | 4          | 5          | 4-14       | 0          | 0          |
| Астрахань              | 2007            | 2008             | 43         | 11         | 7          | 25         | 35-64      | 25,58      | 58,13      |
| Машук-КМВ              | 2009            | 2009             | 6          | 4          | 2          | 0          | 8-2        | 66,67      | 0          |
| Балтика                | 20 июля 2011    | 15 декабря 2014  | 117        | 41         | 38         | 38         | 129-114    | 35,04      | 32,48      |
| Тосно                  | 28 февраля 2015 | 31 июля 2015     | 17         | 10         | 1          | 6          | 21-15      | 58,82      | 35,29      |
| Уфа                    | 21 октября 2015 | 18 мая 2016      | 17         | 5          | 5          | 7          | 14-21      | 29,41      | 41,17      |
| Всего                  | Всего           | Всего            | 309        | 104        | 73         | 132        | 321-387    | 33,65      | 42,71      |

* С 2000 года на профессиональном уровне. 